# Fuerza Delta
El 1.er Destacamento Operacional de Fuerzas Especiales-Delta (del inglés: 1st Special Forces Operational Detachment–Delta (1st SFOD-D), denominado indistintamente Fuerza Delta (Delta Force), Grupo de Aplicaciones de Combate (Combat Applications Group (CAG), o dentro del Comando Conjunto de Operaciones Especiales como Task Force Green, es una fuerza de operaciones especiales del Ejército de Estados Unidos bajo control operacional del Comando Conjunto de Operaciones Especiales. Las misiones principales de la Fuerza Delta son el contraterrorismo, rescate de rehenes, acciones directas y reconocimiento especial, a menudo contra objetivos de alta prioridad.
La Fuerza Delta, junto con la Actividad de Apoyo de Inteligencia y sus contrapartes de la Marina (el SEAL Team Six) y la Fuerza Aérea (el 24° Escuadrón de Tácticas Especiales), son las principales unidades de misiones especiales de Nivel 1 de las Fuerzas Armadas de Estados Unidos encargadas de realizar las misiones más difíciles, peligrosas y clasificadas, dirigidas por el Presidente y el Secretario de Defensa de Estados Unidos.
La mayoría de los operadores de la Fuerza Delta son seleccionados del 75.º Regimiento Ranger, del Comando de Operaciones Especiales del Ejército y de las Fuerzas Especiales del Ejército de Estados Unidos, aunque también son reclutados de otros grupos de operaciones especiales y unidades convencionales de todo el Ejército y otras ramas de servicio.

## Historia

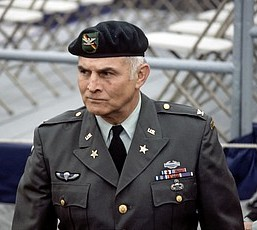
Charles Beckwith en 1980, fundador de la Fuerza Delta.

A principios de 1960 el Servicio Aéreo Especial británico (el SAS) y las Fuerzas Especiales de Estados Unidos (los Boinas Verdes) establecieron un programa de intercambio por el cual un oficial y un suboficial del 22º Regimiento del SAS irían al 7º Grupo de Fuerzas Especiales por un período de un año, y viceversa. Uno de los primeros participantes de este programa, el Capitán Charles Beckwith, de las Fuerzas Especiales de Estados Unidos y veterano de la Guerra de Vietnam, quedó sumamente impresionado por las particularidades del SAS (selección rigurosa, ejercicios lo más realistas posibles con planificación básica, ejercicios con munición real, etc.)
A su regreso, Beckwith presentó un informe detallado que destacaba la vulnerabilidad del Ejército de Estados Unidos al no contar con una unidad tipo SAS. En ese período, las Fuerzas Especiales del Ejército de Estados Unidos se centraban en la guerra no convencional, proporcionando entrenamiento y atención médica a los combatientes indígenas de la resistencia, pero Beckwith reconoció la necesidad de "no solo una fuerza de instructores, sino una fuerza de acción".Imaginó equipos pequeños altamente adaptables y completamente autónomos con una amplia gama de habilidades especiales para la acción directa y operaciones antiterroristas. Informó a figuras militares y gubernamentales clave, concretamente a altos mandos del Pentágono y del Ejército, quienes se resistían a crear una nueva unidad fuera de las Fuerzas Especiales o a cambiar los métodos existentes.
A finales de 1975, mientras estudiaban los roles de los diferentes componentes del Ejército de Estados Unidos al final de la Guerra de Vietnam, las altas autoridades del Ejército y, en particular, el Subjefe del Estado Mayor para Planificaciones y Operaciones, el General Edward C. Meyer, se dieron cuenta de la falta y la necesidad de una fuerza especial especializada en acciones de comando. Tras una sesión informativa en agosto de 1976, el General William Eugene DePuy, comandante del Comando de Entrenamiento y Adoctrinamiento, ordenó al General Robert C. Kingston, comandante del Centro John Fitzgerald Kennedy para Asistencia Militar del Ejército (o más comúnmente conocido como el JFK Center, la unidad matriz de las Fuerzas Especiales), que desarrollara un concepto para dicha unidad, y asignó la tarea a Charles Beckwith, que desde entonces había ascendido a Coronel.
Beckwith, con la ayuda de algunos hombres, perfeccionó el concepto de la unidad hasta principios de 1977 y, dado que los destacamentos operativos Alfa, Bravo y Charlie ya existían dentro de las Fuerzas Especiales (los Boinas Verdes del Ejército), decidió llamarla Delta. Obtuvo el visto bueno del Comando de Fuerzas del Ejército (United States Army Forces Command o FORSCOM), que tiene autoridad sobre la asignación de personal, y luego, el 2 de junio de 1977, contó con la aprobación del General Bernard W. Rogers, Jefe del Estado Mayor del Ejército. El 1.er Destacamento Operacional de Fuerzas Especiales-Delta (habitualmente denominado simplemente como "Delta") está bajo la autoridad del Centro John Fitzgerald Kennedy, que rinde cuentas al XVIII Cuerpo Aerotransportado, y que a su vez informa al FORSCOM, que está bajo la autoridad del Comando de Entrenamiento y Adoctrinamiento. El proyecto se aceleró repentinamente tras la operación del GSG 9 alemán, que liberó por la fuerza a los rehenes de un avión secuestrado de Lufthansa en Mogadiscio el 13 de octubre de 1977. La orden de activar Delta, cuya misión principal era la lucha contra el terrorismo, se dio el 19 de noviembre de 1977 (Beckwith estaba entonces viajando por Europa y no la recibió hasta diciembre).
Beckwith predijo que pasarían dos años antes de que la unidad estuviera completamente operativa. Sin embargo, el Comando de Preparación (Readiness Command o REDCOM), al cual se le había dado la responsabilidad de probar y desplegar unidades antiterroristas después del ataque a Entebbe en 1976, había visto la necesidad de crear una unidad especializada después del secuestro de Mogadiscio y necesitaba una inmediatamente. Como resultado, el sucesor de Kingston como director del Centro JFK, el General Jack Mackmull, con quien Beckwith tenía una mala relación, asignó al Coronel Bob Mountel, comandante del 5º Grupo de Fuerzas Especiales, crear una unidad provisional, llamada Blue Light. Con razón o sin ella, Beckwith pensó que Mountel pretendía demostrar que podía crear una unidad más rápidamente y a un coste más bajo que Delta, y se desarrolló un espíritu de rivalidad entre las dos unidades.
Delta se trasladó a los antiguos edificios de Stockade (prisión militar) en Fort Bragg. La lista de su personal se mantenía bajo confidencialidad por el Centro de Personal Militar (Military Personnel Center - MILPERCEN). Lanzó una campaña de reclutamiento y decidió reclutar en todo el Ejército y no solo en la infantería, como el SAS. Sin embargo, el General Mackmull limitó las posibilidades de reclutamiento dentro de las Fuerzas Especiales, por temor a que los Grupos de Fuerzas Especiales, ya de por sí escasos, se quedaran sin personal. Al mismo tiempo, algunos oficiales del FORSCOM impedían que los Rangers participaran en la selección Delta. 
Beckwith tuvo que eludir la cadena de mando y hablar directamente con el General Bernard W. Rogers, Jefe del Estado Mayor del Ejército, para resolver la situación. Beckwith solicitó que Delta estuviera directamente asignada al Subjefe del Estado Mayor para Planificaciones y Operaciones, el General Edward C. Meyer, pero esto no fue posible debido a la falta de personal en el cuartel general del Ejército. Sin embargo, el General Meyer simplificó la cadena de mando al ordenar que Mackmull rindiera cuentas directamente al Departamento del Ejército para todos los asuntos relacionados con Delta. También ordenó que las Fuerzas Especiales y los Rangers pudieran participar libremente en las pruebas de selección.
Uno de los primeros pasos en la formación de la unidad fue la creación de un edificio de entrenamiento detrás de Stockade, donde los operadores practicaban entrar en una habitación, identificaban objetivos y los derribaban, los cuales simulaban a terroristas que tenían secuestrados a rehenes. Con la ayuda de la Administración Federal de Aviación y las aerolíneas, también practicaron asaltos a aviones secuestrados.
Delta también trató de aprender cualquier táctica o técnica útil de otros servicios, incluido el FBI y el Servicio Secreto de Estados Unidos. En aquel entonces, el FBI sólo contaba con unidades tipo SWAT entrenadas para operaciones de alto riesgo, pero no para liberar rehenes. En el caso de una situación con rehenes que involucrara a múltiples terroristas, el FBI remitía la situación a Delta tan pronto como recibiera la correspondiente autorización presidencial para hacerlo. Delta realizó su primer ejercicio con el FBI llamado Joshua Junction, en Nevada, en mayo de 1978. En los ejercicios posteriores participaron otras fuerzas del orden de Estados Unidos, como el Equipo de Búsqueda de Emergencias Nucleares del Departamento de Energía.

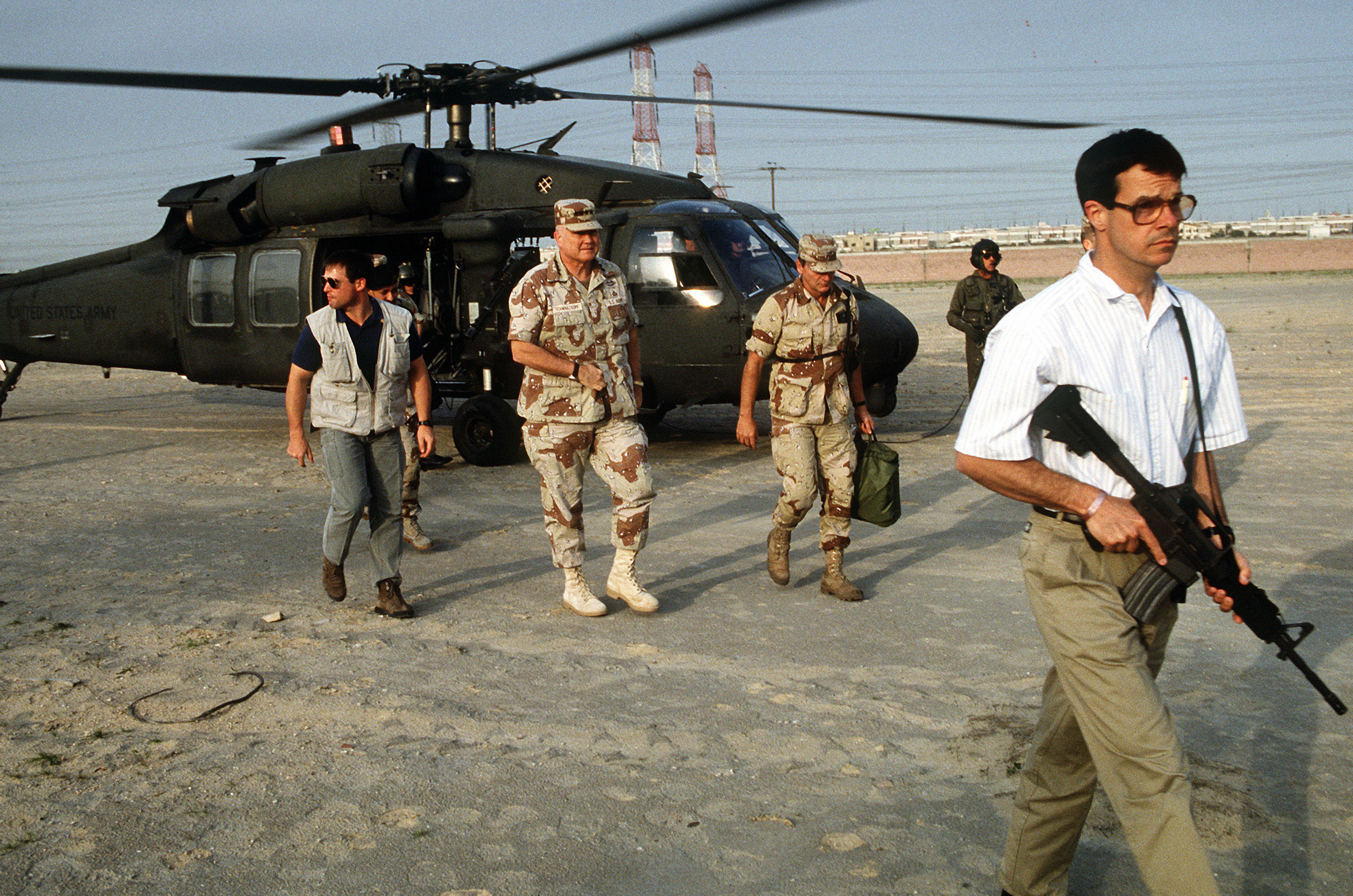
Guardaespaldas de la Fuerza Delta vestidos de civil ofreciendo protección al General Norman Schwarzkopf durante la Guerra del Golfo en 1991.

Delta completó con éxito un ejercicio de certificación inicial en julio de 1978, después del cual Blue Light ya no se consideraba imprescindible. Blue Light se volvió inoperativo unos meses después.
Durante 1979, Delta dio comienzo a programas de intercambio con unidades extranjeras, entre las que se encontraban el SAS, el GSG 9 de Alemania Occidental, el GIGN francés y unidades especiales israelíes. La unidad se expandió a dos escuadrones llamados A y B. Beckwith formalizó las operaciones, condiciones y estándares de la unidad como indicadores para evaluar su preparación, lo cual sería útil para evaluadores externos y futuros comandantes de la unidad. El documento resultante, apodado "el Libro Negro", enumeraba, entre otras cosas, alrededor de sesenta habilidades individuales, veinticinco habilidades a nivel de patrulla y entre ocho y diez habilidades a nivel de tropa. Un escuadrón tenía tres habilidades: asaltar un edificio, una situación al aire libre y un avión de pasajeros.
A principios de noviembre de 1979 Delta se sometió a su ejercicio de validación final ante un jurado que incluía al embajador Anthony Quainton, director de la Oficina de Lucha contra el Terrorismo del Departamento de Estado de los Estados Unidos, representantes de las agencias involucradas en la lucha contra el terrorismo (FBI, CIA, Servicio Secreto, Departamento de Energía, Administración Federal de Aviación, etc.), así como observadores extranjeros, como el Coronel Ulrich Wegener, creador y comandante del GSG-9, el General Sir Peter de la Billière, comandante del Regimiento SAS, el Capitán Christian Prouteau, creador y comandante del GIGN, e israelíes.Horas más tarde, una turba liderada por estudiantes tomó como rehenes al personal de la Embajada de Estados Unidos en Teherán (Irán). La crisis de los rehenes en Irán y la Operación Garra de Águila, que se llevó a cabo para intentar liberarlos por la fuerza, iba a ser la primera operación de los Delta.

## Evolución
Una consecuencia directa del fracaso de la Operación Garra de Águila fue la creación del Comando Conjunto de Operaciones Especiales, dentro del cual se integró a la Fuerza Delta y a una unidad similar recién creada de la Marina de Estados Unidos: el SEAL Team Six.
A principios de 1980, el director del FBI, William Webster, decidió cerrar la brecha entre las unidades SWAT y Delta creando el Equipo de Rescate de Rehenes. El Coronel Paschall, comandante Delta en ese momento, colaboró con el FBI para entrenar a los agentes de la agencia en técnicas y tácticas antiterroristas.
En 1985 la unidad fue investigada por el Ejército y el Departamento de Justicia porque varios de sus miembros habían malversado fondos inflando sus informes de gastos de viajes. El escándalo podría haber amenazado la existencia de la unidad, pero su entonces comandante, William Garrison, los defendió y amonestó sólo a aquellos que habían cometido los mayores abusos. Se informó que siete miembros de la unidad fueron sometidos a consejo de guerra y otros ochenta recibieron sanciones disciplinarias no judiciales.
Durante 1980 Delta se expandió de aproximadamente 100 miembros en dos pequeños escuadrones durante la era Eagle Claw, a tres escuadrones completos con un total de 200 operadores, más otros 300 integrantes de apoyo al final de la década.En 1987 Delta se trasladó del antiguo edificio Stockade a una nueva sede construida a medida y con un costo de 75 millones de dólares, llamada Security Operations Training Facility (SOTF), ubicada en el Campo 19 de Fort Bragg.
Con el paso del tiempo, Delta dejó de ser una unidad puramente antiterrorista como en sus inicios, y pasó a ser capaz de llevar a cabo un amplio espectro de misiones, lo cual era la idea original de Beckwith basada en el modelo del SAS británico.
Desde finales de 1980 en adelante uno de los esfuerzos del Comando Conjunto de Operaciones Especiales fue reducir los conflictos con los comandos militares regionales e integrar sus diversas unidades altamente independientes entre sí.A principios de 1990 el Comando Conjunto de Operaciones Especiales instituyó un régimen de entrenamiento que requería que la Fuerza Delta y el SEAL Team Six entrenaran juntos cada tres meses. La relación entre las dos unidades pasó de la animosidad a una sana rivalidad y se desarrollaron amistades entre los miembros de ambas unidades.
Delta continuó aumentando en tamaño. A mediados de 1990 tenía alrededor de 800 miembrosy casi 1.000 a principios de 2000.

## Misiones
El papel inicial de la Fuerza Delta era la lucha antiterrorista, principalmente para proteger o rescatar a ciudadanos e intereses de Estados Unidos en el extranjero. En casos excepcionales puede intervenir en territorio norteamericano, concretamente en colaboración con el Equipo de Rescate de Rehenes del FBI.
Sin embargo, la unidad es capaz de realizar operaciones extremadamente diversas. Puede ser responsable de garantizar la protección de autoridades militares norteamericanas de alto rango (o incluso aliadas en ciertos casos) en tiempos de guerra o tensión, para diversas operaciones especiales (reconocimiento e incursiones tras las líneas enemigas), así como proporcionar entrenamiento específico a unidades extranjeras.
Esta diversidad, junto con la capacidad de las Fuerzas Especiales de Estados Unidos de operar con ropa de civil, hace difícil determinar si una operación es responsabilidad de la Fuerza Delta, de otras Fuerzas Especiales de Estados Unidos o del Centro de Actividades Especiales de la CIA.

## Organización y estructura
La organización de la Fuerza Delta es, como todo lo demás, secreta. Según la información disponible, la unidad está dirigida por un Coronel y su personal cuenta con un subcomandante y oficiales de administración, inteligencia, operaciones y logística, todos con el rango de Teniente Coronel.
La fuerza operativa de la unidad está organizada en escuadrones designados con letras, siguiendo el modelo del Servicio Aéreo Especial británico: "escuadrón A", "escuadrón B" y "escuadrón C".
El lema del Escuadrón A es Molon Labe.En 2006 se creó un cuarto escuadrón, el D.
Cada uno de estos escuadrones de operadores tiene un comandante, un oficial de operaciones, un oficial de inteligencia, etc. Según descripciones de los años 1990-2000, los escuadrones están compuestos por 75 a 85 operadores divididos en dos tropas de asalto de unos treinta hombres y una tropa de reconocimiento y vigilancia apodada tropa de reconocimiento.Las tropas de reconocimiento y vigilancia están formadas por tiradores de precisión con experiencia previa en tropa de asalto.Las tropas se dividen en tres equipos de, teóricamente, seis operadores, pero a menudo con poco personal.Estos equipos suelen designarse mediante códigos alfabéticos radiofónicos.
Los operadores representaban sólo unos 250 hombres de los aproximadamente 1.000 hombres que tenía la unidad en 2000. Los demás forman una estructura de apoyo considerable. Un escuadrón de apoyo cuenta con personal encargado de la administración, finanzas, logística, planificación de operaciones, etc.
El escuadrón de apoyo también cuenta con un destacamento de inteligencia entrenado para operar clandestinamente en países extranjeros y reconocer objetivos. Originalmente apodado "Funny Platoon", este destacamento nació de un largo conflicto con la Actividad de Apoyo de Inteligencia, que tenía el mismo rol, pero se negó a permitir que Delta evaluara a sus agentes. Funny Platoon incorporó mujeres soldados a partir de 1990, con el objetivo de infiltrar agentes bajo la cobertura de una pareja de marido y mujer. Un elemento especializado se encarga de imprimir documentos falsos para estos operadores clandestinos.A principios de 2000 este destacamento contaba con alrededor de un centenar de operadores clandestinosy era denominado tropa de apoyo operativo.A mediados de  2000 se amplió aún más y se convirtió en el escuadrón G.
A finales de 1980 se estableció un escuadrón clandestino de aviación Delta, que posiblemente asumió el rol de la unidad Seaspray. A mediados de 1990 este escuadrón estaba organizado en pelotones rojo, azul y verde, y contaba con una docena de helicópteros AH-6 y MH-6 Little Bird pintados con colores civiles falsos, utilizados para operaciones clandestinas. Según información más reciente, se dice que el escuadrón opera bajo el nombre de Flight Concepts Division y tiene su base en Fort Eustis (Virginia), cerca de la infame "Granja" de la CIA, en Camp Peary. El escuadrón también realizó misiones para la CIA.
La unidad está orgánicamente estructurada dentro del Comando de Operaciones Especiales del Ejército, pero está controlada por el Comando Conjunto de Operaciones Especiales. Prácticamente toda la información sobre la unidad es altamente clasificada y los detalles sobre misiones u operaciones específicas generalmente no son públicos. La unidad tiene su sede en Fort Bragg (Carolina del Norte).
La estructura de la Fuerza Delta es similar a la del 22º Regimiento del SAS británico, que inspiró su formación. En Not a Good Day to Die: The Untold Story of Operation Anaconda, el redactor del Army Times, Sean Naylor, describe que Delta contaba, en ese momento (2001), con casi 1.000 soldados, de los cuales entre 250 y 300 estaban entrenados para llevar a cabo operaciones de acción directa y de rescate de rehenes. El resto es personal de apoyo en combate y de servicio, que se encuentran entre los mejores en sus respectivos campos.
Naylor explica con más detalle la estructura de la Fuerza Delta en su libro Relentless Strike: The Secret History of Joint Special Operations Command. Describe algunas formaciones en Delta, principalmente los siguientes elementos operativos:
- Escuadrón A
- Escuadrón B
- Escuadrón C
- Escuadrón D
- Escuadrón E[45]
- Escuadrón G (Operaciones de Fuerza Avanzada (Advanced Force Operations), anteriormente conocida como Tropa de Apoyo Operacional (Operational Support Troop)[46]
- Escuadrón de Señales
- Escuadrón de Apoyo de Combate
- Directorado de Desarrollo de Combate
- Selección y Entrenamiento

Los escuadrones A, B, C y D son escuadrones de sable (asalto). El escuadrón C entró en operatividad alrededor de 1990 y el escuadrón D en 2006. El escuadrón de Apoyo de Combate se activó en 2005. El escuadrón E se puso en activo en 1989 y está acuartelado por separado en Fort Eustis (Virginia), donde se le conoce como la Oficina de Tecnología de Aviación (Aviation Technology Office). Un precursor anterior de la unidad se conocía como SeaSpray.
Cada escuadrón consta de tres tropas: las tropas 1 y 2 (asalto) y la tropa 3 (reconocimiento).Cada escuadrón está dirigido por un Teniente Coronel (O-5),un oficial ejecutivo y un Sargento Mayor de Comando (E-9). Las tropas están dirigidas por Capitanes (O-3) o Mayores (O-4), asistidos por Sargentos Mayores (E-9).Cada tropa consta de cuatro equipos, cada uno dirigido por un jefe de equipo, un Sargento Mayor (E-8) o Sargento de primera clase (E-7) y un asistente de jefe de equipo, que puede tener el mismo rango. Cada equipo suele estar compuesto por cinco o seis miembros.

### Reclutamiento
Desde 1990 el Ejército ha publicado avisos de reclutamiento para la Fuerza Delta.Sin embargo, el Ejército nunca ha publicado una ficha técnica oficial de la unidad. Los avisos de reclutamiento publicados en el periódico de Fort Bragg (Paraglide), mencionan a la Fuerza Delta por su nombre y la etiquetan como "...la unidad de operaciones especiales del Ejército de Estados Unidos organizada para llevar a cabo misiones que requieren una respuesta rápida con la aplicación precisa de una amplia variedad de habilidades únicas de operaciones especiales...".El aviso indica que los solicitantes deben estar entre los grados E-4 a E-8, tener al menos dos años y medio de servicio restantes en su alistamiento, tener 22 años o más y una puntuación de 110 o más en la Batería de Aptitud Vocacional de las Fuerzas Armadas para asistir a una sesión informativa y ser considerados para la admisión. Los candidatos deben estar cualificados para el servicio aéreo o ser voluntarios para recibir entrenamiento aerotransportado. Los candidatos a oficial deben estar en los grados O-3 u O-4. Todos los candidatos deben ser elegibles para una autorización de seguridad de nivel de "secreto" y no haber sido condenados por un tribunal militar ni tener medidas disciplinarias registradas en su expediente militar oficial según lo dispuesto en el Artículo 15 del Código Uniforme de Justicia Militar.
El 29 de junio de 2006, durante una sesión del Comité de Servicios Armados, el General Wayne Downing testificó ante la Cámara de Representantes de Estados Unidos que «la Fuerza Delta está formada probablemente en un 70 por ciento por Rangers que han pasado de Rangers a las Fuerzas Especiales o directamente del 75.º Regimiento Ranger a Delta».

### Proceso de selección
La selección se lleva a cabo dos veces al año (de finales de marzo a finales de abril y de finales de septiembre a finales de octubre) en Camp Dawson (Virginia Occidental), y dura cuatro semanas. El libro  Inside Delta Force de Eric Haney, describe el curso de selección y su inicio en detalle. Haney escribe que el curso comienza con pruebas estándar que incluyen flexiones, abdominales, una carrera de 3,2 km, un crol invertido y 100 m de natación completamente vestidos. Luego, los candidatos son sometidos a una serie de cursos de navegación terrestre, uno de los cuales les exige recorrer 29 km de noche cargando una mochila de 18 kg. Con cada desafío sucesivo, la distancia a cubrir y el peso de la mochila aumentan, mientras que se les asigna menos tiempo. El desafío final es una marcha de 64 km con una mochila de 20 kg por terreno accidentado que debe completarse en un tiempo desconocido; esto también se conocía coloquialmente como "La Larga Caminata".Haney escribe que solo el oficial superior y el suboficial a cargo de la selección podían ver los límites de tiempo establecidos, pero todos los ejercicios y condiciones de evaluación y selección eran establecidas por los instructores Delta.
La parte mental de las pruebas comienza con numerosos exámenes psicológicos. Cada candidato es convocado ante un comité de instructores Delta, psicólogos de la unidad y el comandante Delta, quien le formula una serie de preguntas y analiza minuciosamente cada respuesta y gesto para agotarlo mentalmente. El comandante mantiene una sesión con el candidato y le informa si ha sido seleccionado. Quienes aprueban el proceso de selección se someten a un intenso Curso de Entrenamiento de Operadores (Operator Training Course) de seis meses para aprender técnicas de contraterrorismo y contrainteligencia, así como entrenamiento con armas de fuego y otras armas. Los participantes tienen muy poco contacto con amigos y familiares durante este proceso.
En una entrevista, el ex operador Delta, Paul Howe, mencionó la alta tasa de deserción del curso de selección. Comentó que, de las dos clases en los que se postularon 120 candidatos en cada una, entre 12 y 14 completaron el proceso.El ex operador Delta y ex-SEAL Team Six, Kevin Holland, declaró que en su clase de selección, 120 candidatos comenzaron, 16 aprobaron y 8 terminaron el curso fuera de temporada.
El Centro de Actividades Especiales de la Agencia Central de Inteligencia, y más específicamente su Grupo de Operaciones Especiales, a menudo trabaja con –y recluta– a ex operadores de la Fuerza Delta.

### Entrenamiento
Según Eric Haney, el Curso de Entrenamiento de Operadores de la unidad tiene una duración aproximada de seis meses. Si bien el curso se actualiza constantemente, las habilidades que se enseñan son, en general, las siguientes:
- Puntería:
  - Los candidatos disparan sin apuntar a objetivos fijos a corta distancia hasta conseguir una precisión casi total, para luego progresar a objetivos en movimiento.
  - Una vez perfeccionadas estas habilidades de tiro, los candidatos se trasladan a una caseta de tiro y despejan las habitaciones de objetivos enemigos: primero uno solo, luego dos a la vez, luego tres y finalmente cuatro. Cuando todos los candidatos demuestran la habilidad necesaria, se añaden los rehenes.
- Demoliciones y entradas forzadas:
  - Los candidatos aprenden a abrir distintas cerraduras, incluidas las de coches y cajas fuertes.
  - Demolición avanzada y fabricación de bombas utilizando materiales comunes.
- Habilidades combinadas (se utiliza al FBI, a la FAA y otras agencias para que ofrezcan asesoramiento sobre el entrenamiento en esta parte):
  - Los nuevos operadores Delta utilizan técnicas de demolición y puntería en el centro de tiro y otras instalaciones de entrenamiento para entrenarse en operaciones de rehenes y antiterroristas, con tropas de asalto y francotiradores trabajando en conjunto. Practican situaciones terroristas o de rehenes en edificios, aviones y otros entornos.
  - Todos los candidatos aprenden a establecer posiciones de francotirador alrededor de un edificio con rehenes. Aprenden las maneras correctas de establecer un Centro de Operaciones Tácticas y a comunicarse de forma organizada. Aunque Delta cuenta con tropas especializadas de francotiradores, todos los miembros reciben este entrenamiento.
  - Los estudiantes regresan entonces al centro de tiro y los "rehenes" son reemplazados por otros estudiantes y miembros de la Fuerza Delta. Se sabe que en estos ejercicios se utiliza munición real para poner a prueba a los estudiantes y fomentar la confianza mutua.[61]
- Tradecrat o técnicas en espionaje (durante el primer Curso de Entrenamiento de Operadores y la creación de la Fuerza Delta se utilizó a personal de la CIA para enseñar esta parte del entrenamiento):
  - Los estudiantes aprenden diferentes habilidades relacionadas con el espionaje, como dead drops, brief encounters, recogidas, señales de carga y descarga, señales de peligro y seguridad, vigilancia y contravigilancia.
- Protección Ejecutiva (durante los primeros Cursos de Entrenamiento de Operadores y la creación de Delta, el Servicio de Seguridad Diplomática del Departamento de Estado y el Servicio Secreto de Estados Unidos fueron consultados y asesorados por Delta):
  - Los estudiantes hacen un curso de conducción avanzada para aprender a utilizar un vehículo o muchos vehículos como armas defensivas y ofensivas.
  - Luego aprenden técnicas de protección VIP y diplomática desarrolladas por el Servicio Secreto y el Servicio de Seguridad Diplomática.
- Ejercicio de Culminación:
  - Una prueba final requiere que los estudiantes apliquen y adapten dinámicamente todas las habilidades aprendidas.

La Fuerza Delta entrena con otras unidades de operaciones especiales extranjeras para mejorar sus tácticas y fortalecer sus vínculos, entre los que se encuentran el Regimiento del Servicio Aéreo Especial australiano, el Servicio Aéreo Especial británico y la Joint Task Force 2 de Canadá.

### Nombre de la unidad
En un artículo de 2010, Marc Ambinder informó que Elementos Compartimentados del Ejército era un nuevo nombre encubierto para la Fuerza Delta.Sin embargo, Ambinder posteriormente escribió un libro electrónico sobre el Comando Conjunto de Operaciones Especiales en el que informó que Elementos Compartimentados del Ejército es una unidad diferente de Delta.
En enero de 2022 se informó que el nombre de la unidad podría haber cambiado recientemente a 3er Grupo de Apoyo Operacional.

## Secretismo
El Departamento de Defensa controla estrictamente la información sobre la Fuerza Delta y suele negarse a hacer comentarios públicos sobre esta unidad altamente secreta y sus actividades, a menos que la unidad forme parte de una operación importante o que un miembro de la misma haya fallecido. Los operadores de la Fuerza Delta gozan de una enorme flexibilidad y autonomía durante las operaciones militares en el extranjero.Se permiten estándares de apariencia menos exigentes, como peinados y vello facial de civil, para que los miembros puedan "mimetizarse" o pasar desapercibidos y evitar ser reconocidos como personal militar.
Incidente en Israel de 2023
Durante la visita del presidente Joe Biden a Israel, la Casa Blanca publicó accidentalmente una foto de operadores de la Fuerza Delta con rostros desenfocados y tatuajes, lo que generó críticas.Posteriormente, la Casa Blanca emitió una disculpa por el incidente.

## El término "operador"

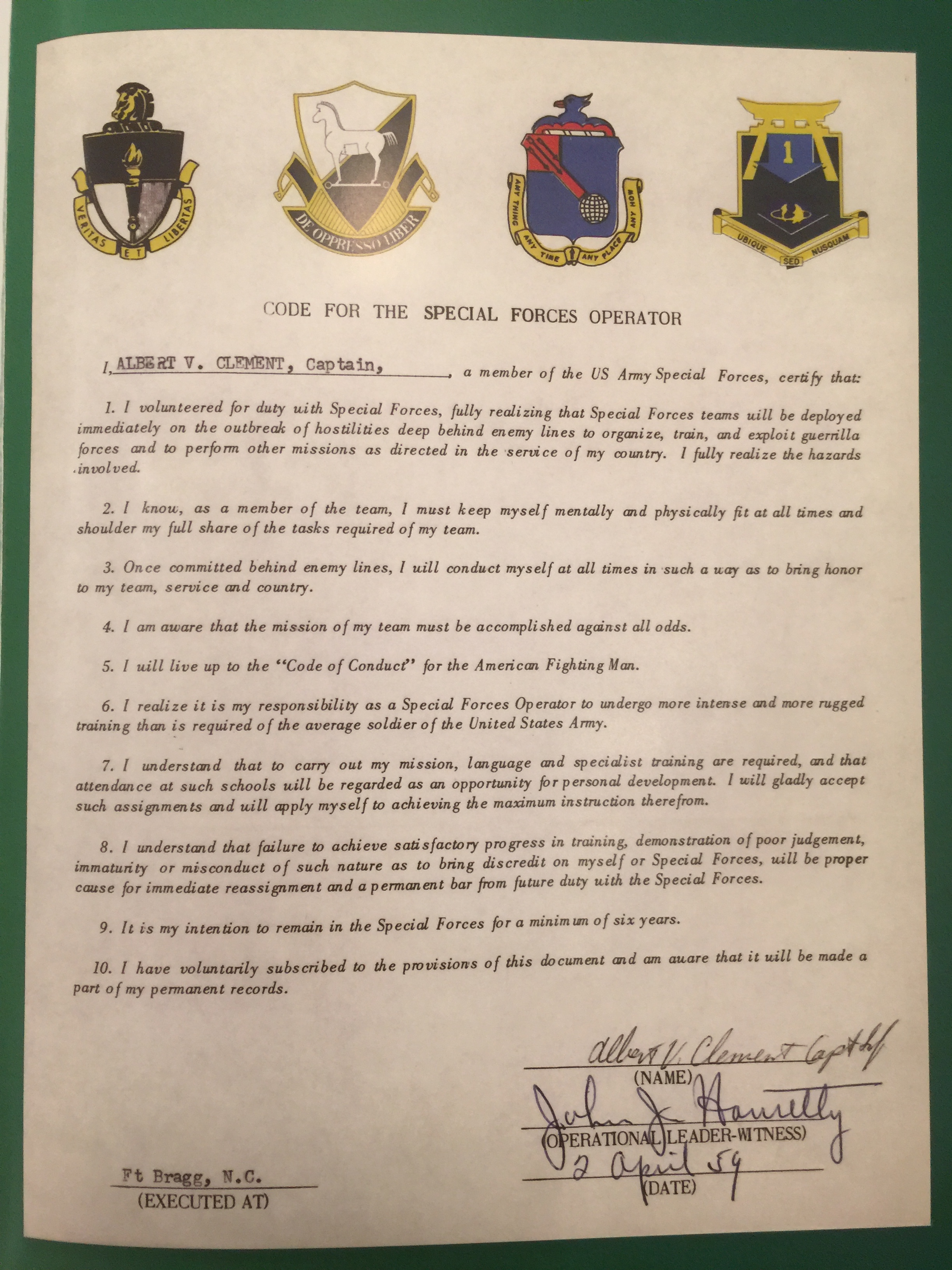
Ejemplo del "Código del Operador de las Fuerzas Especiales" de 1959. Este ejemplo es anterior a Delta.

En Veritas, la Revista de Historia de las Operaciones Especiales del Ejército, Charles H. Briscoe afirmó que «las Fuerzas Especiales no se apropiaron indebidamente del nombre. Sin que la mayoría de las Fuerzas de Operaciones Especiales del Ejército lo supieran, las Fuerzas Especiales adoptaron ese nombre a mediados y finales de 1950». Continúa afirmando que todo el personal de tropa (o enlisted) y oficiales de las Fuerzas Especiales tenían que "suscribirse voluntariamente a las disposiciones del 'Código del Operador de las Fuerzas Especiales' y comprometerse con sus principios mediante firma atestiguada".
En la comunidad de operaciones especiales de Estados Unidos, un operador es un miembro de la Fuerza Delta que ha completado la selección y el Curso de Entrenamiento de Operadores. La Fuerza Delta utilizaba el término "operador" para distinguir entre operadores (asaltantes y francotiradores) y el personal de apoyo de combate asignado a la unidad.

## Operaciones

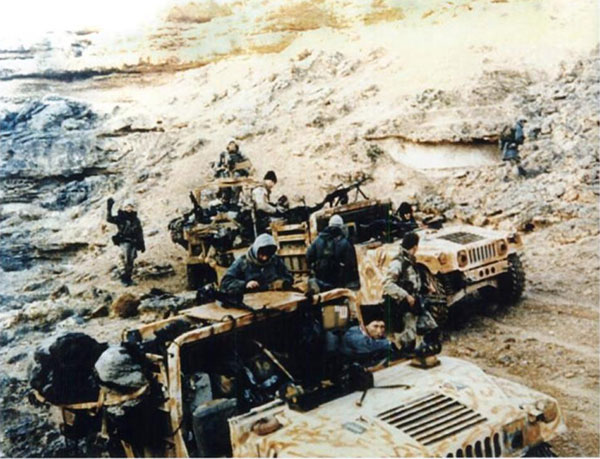
Operadores de la Fuerza Delta fotografiados tras las líneas iraquíes durante la Guerra del Golfo Pérsico de 1991.

La mayoría de las operaciones asignadas a Delta son clasificadas, pero se han hecho públicos algunos detalles. Por su servicio durante la Operación Furia Urgente (la invasión norteamericana de la Isla de Granada), Delta recibió la Condecoración a la Unidad Meritoria Conjunta. La unidad recibió la Condecoración a la Unidad Valerosa por su extraordinario heroísmo durante la misión de rescate de rehenes en la Prisión Modelo y la captura de Manuel Noriega en diciembre de 1989, durante la Operación Causa Justa en Panamá. Los operadores Delta del Escuadrón C también participaron en la Operación Serpiente Gótica en 1993 en Somalia. Dos de ellos, el Sargento Mayor Gary Gordon y el Sargento Mayor Randy Shughart, recibieron póstumamente la Medalla de Honor por sus acciones el 3 de octubre de 1993 durante la Batalla de Mogadiscio.
Durante la Operación Libertad Duradera y la Operación Libertad Iraquí, Delta recibió la Mención de Unidad Presidencial por las operaciones de combate en Afganistán del 4 de octubre de 2001 al 15 de marzo de 2002 y en Irak del 19 de marzo de 2003 al 13 de diciembre de 2003.
El 26 de octubre de 2019, operadores Delta, acompañados por miembros del 75.º Regimiento Ranger, llevaron a cabo una redada en el complejo del líder del Estado Islámico, Abu Bakr al-Baghdadi, que provocó su muerte.